# 이토록 보통의
《이토록 보통의》는 평범한 연인들이 맞이하는 특별하고 극단적인 상황들을 그린 옴니버스식 웹툰이다.  
여자친구의 전 연인이 에이즈 환자였다는 사실을 알게 된 남자, 연인의 말들이 모두 거짓이었다는 것을 알게 된 여자, 사랑은 없지만 불만도 없었던 결혼 생활 중 강하게 끌리는 상대를 만나게 된 남자 등 다양한 사랑의 민낯을 그린다.  
사랑이 더 이상 아름답지만은 않다는 것을 깨닫고도, 연인들은 사랑을 이어갈 수 있을까?

## 작품 정보
| 항목          | 내용                              |
| ------------- | --------------------------------- |
| 작가(글/그림) | 캐롯                              |
| 발행처        | 카카오 웹툰 스튜디오              |
| 연재 기간     | 2017년 2월 18일 ~ 2024년 5월 19일 |

## 에피소드 목록
| 에피소드명                    | 영어 제목                             | 연재 회차   |
| ----------------------------- | ------------------------------------- | ----------- |
| 무슨말을해도                  | Whatever You Say                      | 1화~21화    |
| 어느 밤 그녀가 우주에서       | One Night, She from Space             | 22화~43화   |
| 티타                          | Tita                                  | 44화~61화   |
| 티타 이야기                   | The Story of Tita                     | 62화~71화   |
| 너의 서른번째 조각            | Your Thirtieth Fragment               | 73화~96화   |
| 헝겊 위의 아기 원숭이         | Baby Monkey on the Cloth              | 97화~118화  |
| 불륜만화                      | Infidelity Comic                      | 119화~145화 |
| 눈물은 언제나 투명            | Tears Are Always Clear                | 147화~163화 |
| 사랑하는 물                   | The Water I Love                      | 164화~175화 |
| 혐오하는 물                   | The Water I Hate                      | 176화~193화 |
| 안녕 죠                       | Goodbye, Joe                          | 194화~213화 |
| 그녀와 그녀의 그 것           | She and Her Thing                     | 214화~242화 |
| 남 얘기                       | Someone Else’s Story                  | 243화~275화 |
| 화상 입은 선인장              | The Burned Cactus                     | 276화~330화 |
| 양다리만화                    | Two-Timing Comic                      | 331화~381화 |
| 흐린 거울을 함부로 닦지 말 것 | Don’t Carelessly Wipe a Cloudy Mirror | 382화~408화 |
| 체온의 나무                   | The Tree of Body Temperature          | 409화~452화 |
| 뼈말라의 사랑                 | The Love of Bony                      | 453화~496화 |

## 줄거리

### 무슨말을해도
K와 선은 사랑하는 사이이다. 선에게는 밀폐된 공간에서 숨이 막힐 때 의지하는 사람의 이름을 부르는 습관이 있다. 선은 그런 습관 때문에 곤혹스러워 하다가 남자친구를 만나게 된다.  
남자친구는 선에게 큰 위로이자 버팀목이 되어주지만, HIV바이러스 양성 판정을 받고 선에게 이별을 고한다.  
이후 선은 K를 만나 사랑에 빠진다.
어느 날 K와 선은 살면서 가장 슬펐던 순간에 대하여 이야기하기 시작한다. 선은 자신의 전 남자친구가 HIV바이러스 보균자였음을 알았던 날이 가장 슬펐다고 이야기한다.  
K는 이 이야기를 들은 후, 선에게 거리감을 느낀다. 이후 선도 HIV바이러스 보균자일지도 모른다는 생각과 자신에게도 옮았을 수 있다는 불안감에 선을 멀리하기 시작한다.  
이러한 K의 태도에 지친 선은 결국 이별을 고한다. K는 선과 헤어진 후 다른 사람과 새로운 연애를 시작하지만,  
새 연인과 가장 슬펐던 순간에 대해 이야기하며 ‘선’이 그랬던 것처럼 전 애인에 관한 이야기를 시작하며 에피소드는 막을 내린다.

### 작가 인터뷰 발언
“그 인물이 저와 반대이기 때문인 것 같아요. 선은 무서운 상황에서도 연인을 지키고, 그의 감정 상태를 다 맞춰줄 수 있을 만큼 강인하고, 거짓말 하고 싶지 않은 순간에 거짓말 하지 않을 수 있을 정도로 결단력이 있고, 또 헤어짐을 결정할 때는 바로 헤어질 수 있을 정도로 강한 여성인데요.  
저는 대부분의 관계나 상황에서 아주 나약하고, 언제든 도망칠 준비가 되어 있는 사람이었거든요.  
그래서 부러운 마음으로 선을 굉장히 좋아하는 캐릭터로 꼽고 있습니다.”  
— 출처: 채널예스

## 뮤지컬

### 제작 정보
| 항목      | 내용                                                                                            |
| --------- | ----------------------------------------------------------------------------------------------- |
| 제작      | 파크컴퍼니                                                                                      |
| 연출      | 김태훈(2019), 김태형(2021), 현지야(2023)                                                        |
| 원작      | 캐롯                                                                                            |
| 작사      | 박해림                                                                                          |
| 작곡      | 이민하                                                                                          |
| 공연장    | 예스24스테이지 3관                                                                              |
| 공연 기간 | - 초연: 2019.09.07 ~ 2019.11.10 - 재연: 2021.09.14 ~ 2021.11.21 - 삼연: 2023.08.29 ~ 2023.11.12 |
| 관람 시간 | 90분                                                                                            |

### 등장인물
- 제이: 우주항공국 직원. 어린 시절부터 꿈꿔오던 우주 탐사 기회를 얻게 된다.
- 은기: 로봇 수리 기사. 제이와 평범한 하루를 함께 보내기를 꿈꾼다.

### 줄거리
막이 오르고, 은기는 밤하늘 별들을 보며 별에 대한 신화와 전설을 이야기한다.  
제이는 별의 좌표를 말하며 이미 오래전에 사라진 별이라 저 별빛은 가짜라고 말한다.
제이는 어느날 아침, 지구와 똑같은 행성을 탐사하는 우주 임무에 발령받았다고 말한다.  
은기는 상의도 없이 내린 결정이라며 밖으로 뛰쳐나가고, 사고를 당한다.
그로부터 시간이 지나고, 제이는 은기를 위로하며 은기의 사고로 자신도 너무 힘들었다고 말한다.  
은기가 자신 때문에 제이가 우주에 못 갔다며 미안해하자, 제이는 평소 은기가 가고 싶어했던 니스에 함께 가자고 제안한다.
니스 바닷가에서 발목을 다친 제이를 걱정하자, 제이는 괜찮다고 답한다.  
은기는 별이 가득한 니스의 밤하늘을 보며 우주에 가지 못해도 괜찮냐고 묻고, 제이는 지금 이대로도 좋다고 말한다.
여행 후 돌아온 두 사람 앞에 낯선 이가 나타나 제이를 끌고 간다.  
이후 제이는 다시 나타나 끌려간 존재는 자신의 복제인간 로봇이었으며, 진짜 자신은 우주에 다녀왔다고 밝힌다.
은기는 자신을 속인 것이냐며 화내고, 제이를 두고 복제 제이를 찾아간다.  
복제 제이는 포맷될 운명이지만 은기와 서로 껴안고 이별을 준비한다.  
복제 제이가 포맷되어 기억을 잃자, 은기는 스스로를 ‘처음’이라 소개하고 복제 제이에게 ‘다시’라는 이름을 붙여준다.
사실 은기는 사고로 이미 사망했고, 그 기억은 복제된 은기에게 남아 있던 것이었다.  
제이는 은기의 부재 속에 혼자 남겨질 복제 은기를 위해 자신을 복제해 남겼던 것이다.
니스 해변에서 처음과 다시가 봤던 하늘을 바라보는 제이의 나레이션과 함께 이야기는 마무리된다.

## 단행본

### 단행본 1권
| 항목   | 내용            |
| ------ | --------------- |
| 제목   | 이토록 보통의   |
| 저자   | 캐롯            |
| 출판   | 문학테라피      |
| 발행일 | 2018년 2월 12일 |

#### 책 소개
‘이토록 보통의 사랑’에 관한 깊고도 솔직한 질문: “당신의 사랑은 어떤 모양이었나요?”  
이야기는 사랑이 무엇인지, 어디까지가 사랑인지에 대한 질문에서 시작된다.  
작가는 이에 대한 답을 찾기 위해 손쉬운 불신, 오만한 확신, 진짜 같은 거짓말 등 등장인물들에게 몇 가지 장애물을 제시한다.  
옴니버스로 구성된 이 작품에는 총 세 가지 이야기가 담겨 있다.
첫 번째 이야기 ‘무슨 말을 해도’는 에이즈라는 소재를 다루며, 완벽해 보였던 연인 관계에서의 불안을 섬세하게 관찰한다.  
두 번째 이야기 ‘어느 밤 그녀가 우주에서’는 가까운 미래를 배경으로 우주비행사와 복제인간로봇 등을 통해 감정, 기억, 사랑에 관한 이야기를 전개한다.  
세 번째 이야기 ‘티타’는 진실 같은 거짓말과 거짓 같은 사랑을 주제로 한 작가의 깊은 탐구를 보여준다.

#### 목차
- 프롤로그 / p.8
- 01. 무슨 말을 해도 / p.12
- 02. 어느 밤 그녀가 우주에서 / p.144
- 03. 티타 / p.284
- 에필로그 / p.468

### 시즌2 단행본 1권: 너의 서른 번째 조각
| 항목      | 내용                                       |
| --------- | ------------------------------------------ |
| 제목      | 이토록 보통의 시즌2 1: 너의 서른 번째 조각 |
| 저자/그림 | 캐롯                                       |
| 출판      | 위즈덤하우스                               |
| 발행일    | 2020년 9월 25일                            |

#### 책 소개
누적 조회수 1억 2천만을 돌파한 화제의 웹툰 《이토록 보통의》 시즌2가 단행본으로 출간되었다.  
이번 단행본은 각 에피소드를 분권하여 제작하였으며, 작가의 고유한 감수성과 상상력을 담아내는 데 주력하였다.

#### 독자 반응
- “엄청난 여운과 감동에 머릿속이 하얘졌다.” – _ye***
- “이제 내 차례인 것 같다.” – pap***
- “이 작품을 알게 되서 너무 다행이다.” – ach***
- “어렵지만 다시 보면 어렵지 않은 우리의 이야기.” – kh_***
- “생각할 것들이 많아지는 묘한 이야기.” – yei***
- “담담한 문장들이 내 감정을 꿰뚫는다.” – _su***
- “강렬했던 만남 끝에도 나는 나를 더 알게 되었다.” – sol***

#### 수상 및 선정 이력
- 다음 웹툰 랭킹 1위
- 누적 조회수 5,200만 회
- 디지털만화규장각 ‘2018 올해의 주목할 만한 웹툰’
- 동아일보 ‘2018 문화계 샛별’로 작가 캐롯 선정

## 비판

### 1. 젠더감수성 결여
캐롯 작가는 에이즈 환자, 성소수자, 여성, 미성년자 등을 주인공으로 설정하지만,  
이러한 소수자에 대한 이해도가 부족하다는 비판을 받고 있다.  
특히 여성 캐릭터들을 성적 대상화했다는 지적이 지속적으로 제기되었으며, ‘불륜만화’ 회차에서 가장 명확히 드러났다.
다음은 실제 독자 댓글이다.
> “이번 에피소드만 문제가 아니다. 항상 별 것 아닌 남자의 기를 살려주는 여성. 예쁘진 않지만 남자만 아는 섹시한 부분이 있고, 상처받았기 때문에 사랑을 기다리는 여자. 그런 여자를 보듬고 싶은 남자. 모든 에피소드가 이런 여성만 묘사된다. 작가도 보통의 한국 남자와 다를 것 없다.”
> “한국남자가 지닌 전형적인 모습. 수동적인데 의외로 맹랑해서 요것봐라? 하는 느낌. 여성은 항상 수동적인 역할. 작가님 스스로의 젠더의식을 되짚어 보셨으면.”
> “성적 대상화의 끝판왕이다.”
> “여자는 말 높이고 남자는 반말하는 거 너무 싫다. 작가님 무의식적으로 그러시는 건지, 의도가 있는 건지...”
> “작가님, 본인의 관음증과 저급한 습관들을 아주 잘 그려놓으셨어요.”
> “이번 화에서는 주인공이 변태같이 느껴진다.”
> “여성 독자가 더 많은데, 성적 대상화가 너무 많다. 작가님이 남자라 그런 것 같다. 요즘 시대에 너무 젠더의식이 없다.”
작가는 후기에서 사과를 올린 적은 있으나, 명확한 조치를 취하진 않았다.  
해당 비판은 연재가 끝날 때까지 꾸준히 이어졌다.

### 2. 분량 문제
연재 초반에는 컷 간의 간격이 지나치게 넓어 분량을 억지로 늘리려 한다는 비판이 있었다.  
일부는 작품의 리듬감으로 받아들여야 한다는 의견도 있었지만,  
최근에는 그러한 비판이 거의 사라졌고, 작가가 피드백을 수용한 것으로 보인다.

## 작가 인터뷰
캐롯 작가는 채널예스 인터뷰에서 다음과 같이 밝혔다.
> “저는 매 에피소드를 그리고 나면 ‘내가 뭘 그린 거지?’, ‘내가 이걸 말할 자격이 되나?’, ‘충분한 고민을 했나?’ 생각하면서 계속 괴로워하는 시간이 있어요.  
> 그걸 독자분들이 아시고 좋은 댓글도 달아주시고, 안 좋은 댓글도 써주시는데요.  
> 그 중 하나, 뼈를 맞았던 댓글이 ‘합리화 하고 있네’라는 댓글이었어요.  
> 그런데 그게 맞는 것 같아요. 제가 그리는 것들은 보통의 인물들이 특수한 상황에서 이해할 수 없거나 비난 받아 마땅한 감정을 가지고 있지만  
> 그래도 나를 이해해달라고 하는 거거든요. 이해 받기 위해서 발악하고, 합리화 하는 것을 주제로 삼고 있는 거죠.  
> 생각해보면 제 주인공들이 말하는 건 이거예요. 저를 이해해주세요, 이해할 수 없으면 동정이라도 해주세요, 그럴 수 없으면 들어라도 주세요, 라고 이야기를 하고 있는 것 같고요.  
> 그럼에도 사랑 받고 싶어서 사랑을 갈구하는 과정이 굉장히 인간적이라고 생각하고 있어요. 계속 그런 인간적인 이야기를 하고 싶어하는 것 같아요.”
작가는 등장인물들의 모순점을 인정하면서도, 그 모순조차 인간적인 부분이라고 언급하였다.
> “제가 사랑을 하는 이유는 단 하나예요. 사람을 너무 좋아하고요.  
> 나를 가장 움직이게 하는 원동력이기 때문에 죽을 때까지 사랑을 할 거예요.  
> 한편으로는 우리 모두는 사랑하지 않을 권리도 가지고 있거든요.  
> 그래서 이렇게 답할 수 있을 것 같아요. 그럼에도 불구하고 사랑은 좋다,  
> 그렇지만 사랑하지 않을 권리를 모두가 가지고 있다, 라고요.  
> 사실 제 이야기들은 사랑을 하자는 이야기는 아니에요. 그냥 사랑에 대한 이야기를 하자는 것이고요.  
> 제 이야기를 보고 사랑을 누군가와 이야기하고 싶어지셨다면 혹은 이해할 수 없던 누군가를 이해할 수 있게 되셨다면 저로서는 더 없이 기쁠 것 같습니다.”
— 출처: 채널예스